# Carlos Goyén
Carlos Mario Goyén Prieto (Montevidéu, 14 de agosto de 1955) é um ex-futebolista uruguaio.
É um dos maiores ídolos da história do Independiente, onde jogou 210 partidas entre 1981 e 1985, considerado um goleiro seguro e confiante, com impulsão desenvolvida no basquetebol que praticou na infância. Começou no River Plate uruguaio, onde chegou à seleção de seu país, chamando a atenção dos dirigentes rojos. Conquistou três títulos: um campeonato argentino em 1983 e, no ano seguinte, a sétima Libertadores e a segunda Intercontinental do clube, em partida diante do Liverpool onde teve atuação das mais destacadas.